# أغستاش برتقالي
أغستاش برتقالي أو زوفا عملاقة برتقالية (الاسم العلمي:Agastache aurantiaca) هي نوع من النباتات يتبع جنس الأغستاش من الفصيلة الشفوية.